# دوغ رودس
دوغ رودس (بالإنجليزية: Doug Rhodes)‏ هو عازف لوحة المفاتيح أمريكي، ولد في 28 مايو 1945.

## وصلات خارجية
- دوغ رودس على موقع ميوزك برينز (الإنجليزية)
- دوغ رودس على موقع ديسكوغز (الإنجليزية)